# Antiesenhofen
Antiesenhofen è un comune austriaco di 1 069 abitanti nel distretto di Ried im Innkreis, in Alta Austria.